# Cijaku (plaats)
Cijaku is een bestuurslaag in het regentschap Lebak van de provincie Banten, Indonesië. Cijaku telt 3660 inwoners (volkstelling 2010).